# Kristin Peak
Kristin Peak är en bergstopp i Antarktis. Den ligger i Östantarktis. Nya Zeeland gör anspråk på området. Toppen på Kristin Peak är 1 300 meter över havet.
Terrängen runt Kristin Peak är kuperad åt nordväst, men åt sydost är den bergig. Terrängen runt Kristin Peak sluttar norrut. Trakten är obefolkad. Det finns inga samhällen i närheten. 